# Idaea sordida
Idaea sordida är en fjärilsart som beskrevs av Rothschild 1913. Idaea sordida ingår i släktet Idaea och familjen mätare. Inga underarter finns listade i Catalogue of Life.